# ساختمان مرکزی ب‌ام‌و
ساختمان مرکزی ب‌ام‌و (انگلیسی: BMW Central Building) واقع در لایپزیک، آلمان ساختمان ۱٫۵۵ میلیارد دلاری بی‌ام‌و است که برای تولید بی‌ام‌و ۳ احداث شده‌است. معمار این ساختمان زها حدید بود که برای طراحی این اثر برنده جایزه معماری پریتزکر شد.